# Les Jonquerets-de-Livet
Les Jonquerets-de-Livet è un comune francese di 293 abitanti situato nel dipartimento dell'Eure nella regione della Normandia. Dal 1º gennaio 2016 è stato incorporato con altri 15 comuni per formare il nuovo comune di Mesnil-en-Ouche, divenendo comune delegato.

## Società

### Evoluzione demografica
Abitanti censiti